# Chris De Stoop

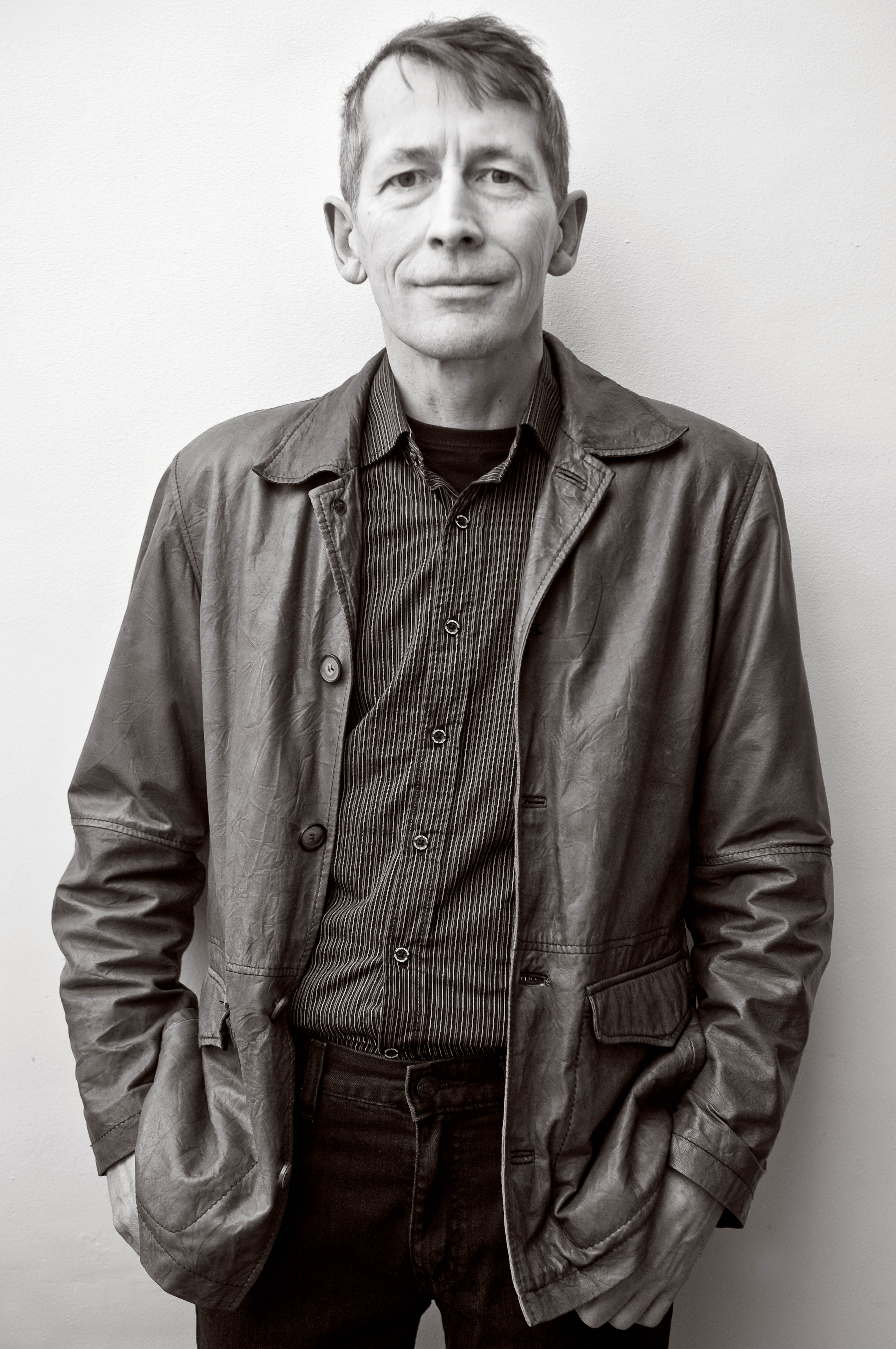
Chris De Stoop (2012).

Chris De Stoop (Sint-Gillis-Waas, 1958) is een Vlaams auteur en journalist bij het weekblad Knack. 

## Achtergrond
In zijn eerste boek, Ze zijn zo lief meneer (1992), beschreef hij als eerste de internationale vrouwenhandel van binnenuit, wat grote beroering veroorzaakte in België en onder meer leidde tot de oprichting van een parlementaire onderzoekscommissie en het aannemen van nieuwe wetgeving. Hij mocht hierover ook spreken tijdens de begrafenisdienst van koning Boudewijn in 1993 en de BBC maakte er een documentaire over. In 2004 ontving De Stoop voor Zij kwamen uit het Oosten, het vervolg op zijn eerste boek, de Gouden Uil Publieksprijs. 
Hij was ook in 2008 genomineerd voor de AKO Literatuurprijs met Het complot van België.
De Stoop is opgegroeid in de polderstreek in het noorden van het Waasland en vestigde zich in 1999 in Doel. Zijn ervaringen bij de ontreddering en teloorgang van de dorpsgemeenschap in dit door havenuitbreidingen bedreigde polderdorp verwerkte hij in zijn boek De Bres (2000).
Voor zijn werk Dit is mijn hof uit 2015 ontving hij in 2016 de eerste Confituur Boekhandelsprijs en de Zeeuwse Boekenprijs.
Een selectie uit zijn journalistieke reportages is gebundeld in Ex-reporter (2016), naar aanleiding van zijn afscheid aan de geschreven pers, die in zijn ogen steeds meer verwerd tot een nieuwsfabriek zonder ruimte voor verdieping.

## Thema's
Als boekenschrijver zette De Stoop zich op de kaart met zijn onderzoek naar intercontinentale vrouwenhandel en uitbuiting in sekswerk. In Ze zijn zo lief, meneer (1992) focuste hij op Zuidoost-Azië en in Zij kwamen uit het Oosten (2003) op Oost-Europa. Tussendoor belichtte hij een ander aspect van de internationaal georganiseerde misdaad in Ik ben makelaar in hasj (1998).
In 2008 begon De Stoop aan een onderzoek naar jihadisme en zelfmoordterrorisme. Het resultaat, Vrede zij met u, zuster. De jihad van Muriël (2010) liep vooruit op de golf van Syriëstrijders enkele jaren later. Een andere vorm van radicalisering beschreef hij in Het boek Daniel (2020), over de roofmoord op zijn vereenzaamde oom door een groep jongens.
De kaalslag van het platteland is een thema waar De Stoop steeds op terugkeert in zijn werk. In De Bres (2000) beschreef hij hoe het dorp Doel weigerde te verdwijnen voor de Antwerpse havenuitbreiding. Dit is mijn hof (2015) ging over boerderijen die plaats moesten maken voor compensatienatuur in een context van industriële groei. Het boek is vertaald in het Duits, Frans en Chinees. 
Het Europese migratie- en deportatiebeleid kwam aan bod in Haal de was maar binnen (1996). Twintig jaar later kwam hij terug op de ervaring van vluchtelingen en migranten in Wanneer het water breekt (2018), over het leven van Vietnamese bootvluchtelingen.

## In populaire cultuur
- In het Kiekeboe-album De onweerstaanbare man zegt Timothea Triangl over haar mannelijke slaven: "Ze zijn zo lief, meneer", een verwijzing naar De Stoops gelijknamige boek.

## Prijzen
- In 1996 werd aan hem de eerste Rooie Reus-Prijs toegekend.
- In 2007 werd Chris De Stoop (Knack) genomineerd voor de Noord-Zuid persprijs.
- In 2015 werd de bestseller Dit in mijn hof, over de teruggang van het boerenland, het Boek van de Maand (De Wereld Draait door), en ook kreeg het De Vlaamse Boekhandelsprijs